# دنیل اوجو
دنیل اوجو (انگلیسی: Daniel Ojo؛ زادهٔ ۱۷ فوریهٔ ۲۰۰۱) بازیکن فوتبال است.
از باشگاه‌هایی که در آن بازی کرده‌است می‌توان به باشگاه فوتبال یئوویل تاون اشاره کرد.